# Sobrepeso
El sobrepeso es el aumento de peso corporal por encima de un patrón dado y para evaluar si una persona presenta sobrepeso, los expertos emplean una fórmula llamada índice de masa corporal (IMC), que calcula el nivel de grasa corporal en relación con el peso y estatura.
Se considera normal un IMC entre 18,5 a 24,9.
Los adultos con un IMC de 25 a 29,9 se consideran con sobrepeso. No obstante, algunas personas en este grupo pueden tener mucho peso muscular y por lo tanto no tanta grasa, como es el caso de los atletas. En estas personas su peso no representa un aumento asociado del riesgo de problemas de salud.
Los adultos con un IMC de 30 a 39,9 se consideran obesos y con un IMC igual o superior a 40, extremadamente obesos. Cualquier persona con más de 45 kg de sobrepeso se considera que sufre de obesidad mórbida.

## Causas
El sobrepeso es causado por una acumulación excesiva de grasa corporal, es la causa más frecuente siendo una condición común especialmente donde los suministros de alimentos son abundantes y predominan los estilos de vida sedentarios. El 64 % de la población adulta de los Estados Unidos se considera con sobrepeso u obesidad, y este porcentaje ha aumentado durante las últimas cuatro décadas. El exceso de peso por acumulación excesiva de grasa ha alcanzado proporciones epidémicas a nivel mundial, con más de mil millones de adultos están excedidos de peso o son obesos. Los aumentos se han observado en todos los grupos de edad.
Un cuerpo sano requiere una cantidad mínima de grasa para el buen funcionamiento de los sistemas hormonal, genital e inmunológico, como el aislamiento térmico, como la absorción de choque para las zonas sensibles, y la energía para uso futuro. Pero la acumulación de grasa de almacenamiento en exceso puede afectar el movimiento y la flexibilidad, y puede alterar la apariencia del cuerpo.
El sobrepeso por aumento de masa muscular se presenta en atletas, sobre todo practicantes del culturismo, y el sobrepeso por edema o por retención anormal de líquidos corporales se presenta como signo frecuente en trastornos del metabolismo y cardiovasculares.
El desequilibrio energético es una de las causas principales del sobrepeso u obesidad. Este significa a grandes rasgos que la cantidad de energía (calorías) que entra no es la misma que sale. Las calorías las obtenemos de los alimentos y bebidas que consumimos día a día.
Las afecciones genéticas pueden ser un causante importante en algunas personas. Algunos síndromes relacionados son Prader-Willi, Bardet-Biedl, Alstrom y Cohen. De igual manera, algunas enfermedades endocrinas conducen al sobrepeso.
Algunos medicamentos antipsicóticos, antidepresivos, antiepilépticos y antihiperglucémicos pueden aumentar peso.

## Diagnóstico
Hoy en día, y también antiguamente, los expertos no se ponen de acuerdo a la hora de determinar con exactitud los valores límite del sobrepeso. Sin embargo, todos coinciden en que, a partir de un determinado margen, surgen las primeras consecuencias. Según un estudio realizado en Israel, los hombres que padecen sobrepeso leve (IMC desde 25 hasta 27) tienen mayor esperanza de vida que aquellos que padecen un sobrepeso superior a 27 o una extrema delgadez. A partir de este estudio, realizado en 10 000 hombres mayores de 40 años, los investigadores llegaron a la conclusión de que el valor límite establecido hasta el momento para el sobrepeso, es decir, el índice de masa corporal, debería ampliarse.
Según la OMS, el sobrepeso implica un índice de masa corporal (IMC) igual o superior a 25. Estos índices se dividen de la siguiente manera:
| Tipo                                  | IMC     |
| ------------------------------------- | ------- |
| Sobrepeso                             | 25-29.9 |
| Adiposidad nivel 1 (Obesidad leve)    | 30-34.9 |
| Adiposidad nivel 2 (Obesidad media)   | 35-39.9 |
| Adiposidad nivel 3 (Obesidad mórbida) | >40     |

El peso en sí no es el factor más importante, sino el tejido adiposo, es decir, el porcentaje de grasa acumulado en el cuerpo. Por este motivo, se discute la importancia del IMC como indicador del peso adecuado de cada persona, ya que el porcentaje de grasa, el índice cintura/cadera (ICC) y el contorno de la cintura adquieren cada vez más relevancia.
Antiguamente, el sobrepeso se determinaba mediante el índice Broca. En primer lugar, se calculaba el peso ideal de una persona según su estatura. A partir de la diferencia entre el peso real y el peso ideal se diagnosticaba el sobrepeso o la falta de peso.
Actualmente, según los nutricionistas, el método más fiable para valorar los riesgos que provoca el sobrepeso en la salud es medir el contorno de la cintura. Los estudios científicos han determinado que la grasa acumulada en la zona abdominal está directamente relacionada con las enfermedades cardiovasculares. La forma más sencilla de determinar la cantidad de grasa acumulada en la zona abdominal es medir el contorno de la cintura. El hecho de tener un contorno de cintura de más de 88 cm en las mujeres y más de 102 cm en los hombres supone un alto riesgo de padecer enfermedades cardiovasculares.
El sobrepeso es considerado una enfermedad, ya que no solo afecta el cuerpo sino también la salud social del paciente. El sobrepeso es un factor de riesgo para la Diabetes mellitus, para la hipertensión, para los accidentes cerebrovasculares entre otros.

## Etiología
Las principales causas del sobrepeso por obesidad son:
1. Factores genéticos y las alteraciones del metabolismo.
2. Excesiva e incorrecta alimentación asociada a la falta de ejercicio (escaso gasto de energía) y sedentarismo.
3. Trastornos en la conducta alimentaria.
4. Metabolismo demasiado lento.
5. Factores psicológicos: la tristeza y la ansiedad conducen a la ingesta descontrolada de alimentos que favorecen el sobrepeso, la mayoría de veces porque contienen triptófano, relacionado con la serotonina u «hormona de la felicidad».

La mayoría de los casos de sobrepeso se localiza en los países industrializados, donde la alimentación es abundante y la mayor parte de la población realiza trabajos que no requieren un gran esfuerzo físico.

## Sobrepeso infantil y adolescente

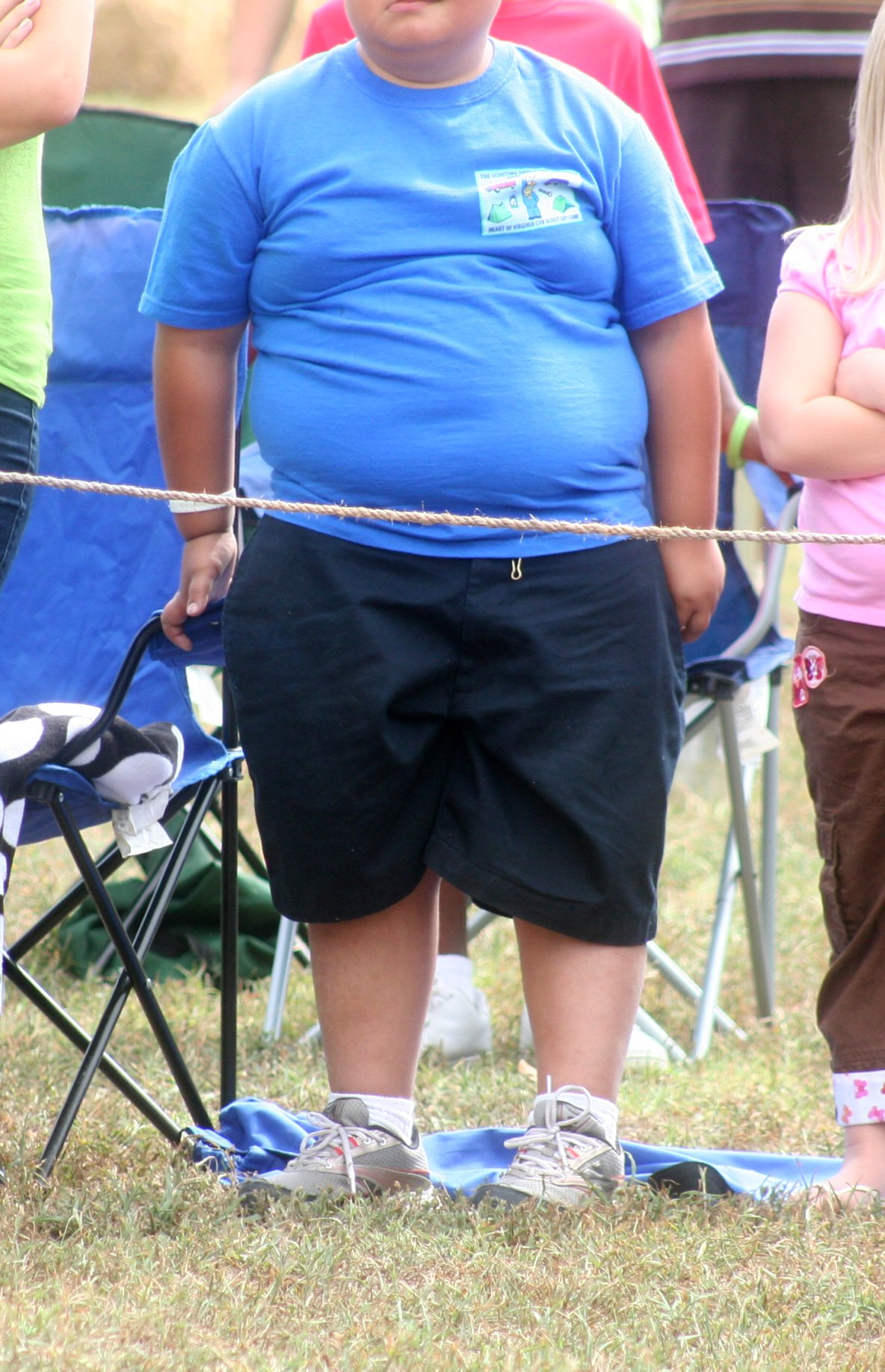
Niño con obesidad

Un problema que la Organización Mundial de la Salud ha calificado de alarmante es el del sobrepeso por exceso de grasa en los niños. Una mala y excesiva alimentación, unida a la falta de ejercicio, conduce a un preocupante círculo vicioso. En muchos casos los padres desatienden a sus hijos o son un mal ejemplo para ellos y, como consecuencia, los niños pasan muchas horas delante del ordenador o del televisor y se alimentan de comida rápida. Una persona que en su infancia no ha llevado una vida sana, tendrá dificultades a la hora de cambiar sus hábitos cuando sea mayor, como en la adolescencia, ya que es un punto clave para determinar el futuro del adulto.

## Complicaciones
El sobrepeso es una patología grave que puede conllevar el desarrollo de otras dolencias asociadas. Aunque los investigadores en este campo no se muestran unánimes sobre la incidencia del exceso de peso en la salud de los individuos, sí se considera que, en estudios avanzados (cuando el sobrepeso deriva en obesidad y el IMC supera los 30 puntos), existe un alto riesgo de sufrir algún episodio grave. Así, está íntimamente relacionado, por ejemplo, con la diabetes, la hipertensión, la artrosis y las enfermedades cardiovasculares. De hecho, aumenta la predisposición a padecer hipertensión, incrementando las posibilidades de ser víctima de un accidente cerebrovascular. La mayor probabilidad de tener diabetes y colesterol alto constituyen otra amenaza para el sistémica cardíaco de los enfermos. Otros órganos que pueden verse notablemente afectados por las consecuencias de un peso excesivo son el pulmón, el páncreas y el hígado. Ante la creciente acumulación de grasa que registra el organismo, estos se colapsan. Como resultado de dicho proceso surgen complicaciones secundarias como la cirrosis, el asma, los coágulos pulmonares o la pancreatitis. Incluso se ha registrado una especial propensión a generar cálculos biliares.
Pero las cavidades internas no son las únicas afectadas por el sobrepeso en sus distintos niveles. La columna vertebral, encargada de soportar la masa corporal, recibe directamente el esfuerzo de tracción que este implica. La presión ejercida por la grasa provoca una mayor erosión del cartílago en regiones como el sacro, las caderas y las rodillas. La posibilidad de sufrir osteoartritis aumenta exponencialmente, con dolores de espalda crónicos e incluso gota.
Un peso no saludable incide también directamente en la salud sexual de las personas. Se estima que afecta negativamente a la fertilidad femenina, por ejemplo. El sobrepeso bloquea el suministro de estrógenos en su cuerpo, reduciendo la actividad ovárica y alterando los ciclos fértiles.
En el desarrollo de cada una de estas patologías no solo influye el nivel de sobrepeso, sino que también la localización del tejido adiposo sobrante (índice cintura/cadera). En el año 2005, la Federación Internacional de Diabetes (FID) determinó que un volumen elevado de grasa en el abdomen es fundamental a la hora de diagnosticar el síndrome metabólico.

## Tratamiento
En los países industrializados el sobrepeso está muy extendido y se percibe como poco estético debido a los cánones de belleza actuales. Hoy en día, los libros, las revistas, los programas de televisión y las páginas web nos proporcionan información para luchar contra el sobrepeso de la manera más apropiada, aunque no siempre se controla la calificación de las personas que tratan este tema. Las recomendaciones más usuales son practicar deporte y llevar una dieta saludable y equilibrada, aunque los autores no se ponen de acuerdo a la hora de determinar cuál es la dieta más adecuada. Además, los críticos aseguran que llevar una dieta sin supervisión médica tiene peores consecuencias que padecer un sobrepeso leve.
Principalmente en los casos de obesidad grave, se toman medicamentos para disminuir la absorción de grasa o se practican intervenciones quirúrgicas, ya sea para disminuir la grasa corporal o para reducir el estómago. Especialmente en el mundo de la moda y del espectáculo, donde la imagen juega un papel muy importante, se practica cada vez más la cirugía estética, tanto en casos de sobrepeso leve como en casos en los que, aun teniendo un peso normal, las personas afectadas no se sienten bien con su cuerpo.
Cuando el sobrepeso va acompañado de un trastorno alimentario, como por ejemplo el atracón compulsivo, los medicamentos para combatirlo no surten efecto si al mismo tiempo el problema no se trata desde una perspectiva psicológica. Se recomienda asistir a una terapia de grupo como podría ser la de Comedores Compulsivos Anónimos.

### La hipnosis y el sobrepeso
El procedimiento de la banda gástrica virtual utiliza la hipnosis para hacer creer al cerebro que el estómago es más pequeño de lo que realmente es, y así disminuir el consumo de alimentos. Esto trae como consecuencia una reducción del exceso de peso. Este método se complementa con un tratamiento psicológico para el manejo de la ansiedad y también con hipnopedia, para reforzar los mensajes de la hipnosis.No existe evidencia científica de los resultados de la hipnobanda.
En 1996 se llevó a cabo un estudio en el que se logró establecer que la hipnosis reforzada con terapia cognitiva-conductual TCC era más efectiva que tan solo la TCC para la reducción del peso.

## Prevención del sobrepeso

### Educación
La educación, en lo que se refiere a salud y nutrición, juega un papel fundamental en el enfrentamiento a la problemática del sobrepeso.
Un programa de nutrición y deporte fomenta el cambio de conducta, contribuyendo a una sensibilización motivacional dando a conocer los beneficios de salud a corto y largo plazo.
El llevar a cabo una actividad física regular favorece el aumento en la masa muscular y la disminución en la masa grasa, dando como resultado una mejoría en el estado de salud, disminuyendo o manteniendo el peso corporal y por lo tanto evitando la aparición de enfermedades crónicas como la hipertensión, diabetes mellitus y enfermedad cardiovascular.

### Orientación alimentaria
Consiste en el conjunto de acciones que proporcionan información básica, científicamente validada y sistematizada, tendiente a desarrollar habilidades, actitudes y prácticas relacionadas con los alimentos y la alimentación para favorecer la adopción de una dieta correcta a nivel individual, familiar o colectivo, tomando en cuenta las condiciones económicas, geográficas, culturales y sociales.
Promoción de la salud: al proceso que permite fortalecer los conocimientos, aptitudes y actitudes de las personas para participar corresponsablemente en el cuidado de su salud y para optar por estilos de vida saludables, facilitando el logro y conservación de un adecuado estado de salud individual, familiar y colectivo mediante actividades de participación social, comunicación educativa y educación para la salud.

## Enfermedades por sobrepeso
Las investigaciones han demostrado que a medida que el peso se incrementa también aumenta la cantidad de riesgo de poder tener estas enfermedades:
- Enfermedad coronaria
- Diabetes tipo 2
- Cáncer (de endometrio, de mama y de colon)
- Hipertensión (presión arterial alta)
- Dislipidemia (por ejemplo, niveles altos de colesterol total o de triglicéridos)
- Accidente cerebrovascular
- Enfermedad del hígado y de la vesícula
- Apnea del sueño y problemas respiratorios
- Artrosis (la degeneración del cartílago y el hueso subyacente de una articulación)
- Problemas ginecológicos (menstruación anómala, infertilidad)